# 橋本五郎 (小説家)
橋本 五郎（はしもと ごろう、1903年5月1日 - 1948年5月29日）は日本の探偵小説家

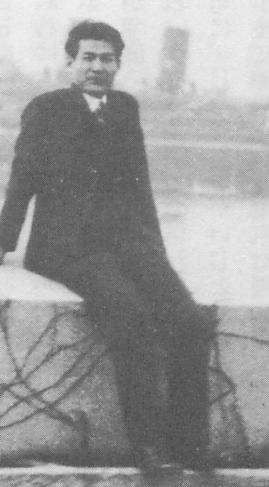
橋本五郎

。代表作に「疑問の三」など。荒木 十三郎（あらき じゅうざぶろう）、女銭 外二（めぜに そとじ）などの名義でも小説を発表した。本名は荒木稔。

## 経歴
岡山県牛窓町（現・瀬戸内市）出身。
1926年（大正15年）、『新青年』の懸賞小説に、橋本五郎名義で「レテーロ・エン・ラ・カーヴォ」が、荒木十三郎名義で「赤鱏のはらわた」が入選。これが森下雨村に評価され、博文館に入社する。『朝日』『新青年』『文芸倶楽部』などの編集を務めるかたわらで小説を発表していたが、1932年（昭和7年）、父親が死去したため博文館を退社して帰郷。
1937年（昭和12年）に出征。3年後帰還するものの、この間に肋膜炎を病む。以後、これがたびたび再発するようになる。
第二次世界大戦後は病床から女銭外二名義で小説を発表するなどしていたが、1948年（昭和23年）5月29日に郷里で死去。45歳。
新潮社『新作探偵小説全集』のために書き下ろした「疑問の三」が唯一の長編で、作品の多くは短編である。